# Episodi di Cristoforo Colombo
Di seguito vengono elencati tutti gli episodi dell'anime Cristoforo Colombo, coproduzione italo-giapponese di Nippon Animation e Mondo TV del 1991.

## Lista degli episodi
| Nº | Titolo italiano Giapponese 「Kanji」 - Rōmaji - Traduzione letterale                                                 | In onda          | In onda           |
| Nº | Titolo italiano Giapponese 「Kanji」 - Rōmaji - Traduzione letterale                                                 | Giapponese       | Italiano          |
| 1  | Il marinaio Colombo 「船出」 - Funade – "Si salpa"                                                                   | 28 novembre 2002 | 12 agosto 1992    |
| 2  | Il primo viaggio 「初めての航海」 - Hajimete no kōkai – "Il primo viaggio"                                           | 5 dicembre 2002  | 14 agosto 1992    |
| 3  | Il sacrificio di Giovanni 「ジョヴァンニのナイフ」 - Jovanni no naifu – "Il coltello di Giovanni"                    | 12 dicembre 2002 | 17 agosto 1992    |
| 4  | Alla deriva 「大西洋へ」 - Taiseiyō e – "Verso l'Oceano Atlantico"                                                   | 19 dicembre 2002 | 19 agosto 1992    |
| 5  | In viaggio verso Lisbona 「リスボンへ」 - Risubon e – "Verso Lisbona"                                                | 26 dicembre 2002 | 21 agosto 1992    |
| 6  | Sete di conoscenza 「知識の光」 - Chishiki no hikari – "La luce della conoscenza"                                    | 9 gennaio 2003   | 24 agosto 1992    |
| 7  | Un felice incontro 「出逢い」 - Deai – "Incontro casuale"                                                            | 23 gennaio 2003  | 26 agosto 1992    |
| 8  | I confini del mondo 「地の果てのナゾ」 - Chi no hate no nazo – "Il mistero dei confini del mondo"                    | 30 gennaio 2003  | 28 agosto 1992    |
| 9  | Il grande sogno di Colombo 「膨らむ夢」 - Fukuramu yume – "Un sogno che cresce"                                      | 6 febbraio 2003  | 31 agosto 1992    |
| 10 | Una grande delusione 「ジェノヴァへの想い」 - Jenova e no omoi – "I sentimenti per Genova"                           | 13 febbraio 2003 | 2 settembre 1992  |
| 11 | Il soggiorno a Porto Santo 「ポルトサントへ」 - Porutosanto e – "Verso Porto Santo"                                  | 20 febbraio 2003 | 4 settembre 1992  |
| 12 | Il rifiuto 「国王の決断」 - Kokuō no ketsudan – "La determinazione del re"                                           | 6 marzo 2003     | 7 settembre 1992  |
| 13 | Un provvidenziale aiuto 「救いの手」 - Sukui no te – "Una mano in aiuto"                                             | 6 marzo 2003     | 9 settembre 1992  |
| 14 | La grande occasione 「いくつかのチャンス」 - Ikutsuka no chans – "Poche chance"                                      | 13 marzo 2003    | 11 settembre 1992 |
| 15 | Beatrice e Isabella 「ベアトリスとイザベラ女王」 - Beatorisu to Izabera joō – "Beatrice e la regina Isabella"        | 13 marzo 2003    | 14 settembre 1992 |
| 16 | Il diniego 「失意」 - Shitsui – "Delusione"                                                                          | 20 marzo 2003    | 16 settembre 1992 |
| 17 | Alla prova 「神の試練」 - Kami no shiren – "La prova di Dio"                                                         | 20 marzo 2003    | 18 settembre 1992 |
| 18 | Le preghiere di Diego 「ディエゴの祈り」 - Diego no inori – "Le preghiere di Diego"                                  | 27 marzo 2003    | 21 settembre 1992 |
| 19 | Il miracolo del ponte di Pinos 「ピノスプエテンの奇跡」 - Pinosu pueten no kiseki – "Il miracolo del ponte di Pinos" | 27 marzo 2003    | 23 settembre 1992 |
| 20 | L'accordo di Santa Fé 「サンタフェの協約」 - Santafe no kyōyaku – "L'accordo di Santa Fé"                            | 27 marzo 2003    | 25 settembre 1992 |
| 21 | I fratelli Pinzon 「ピンソン兄弟」 - Pinson kyōdai – "I fratelli Pinzon"                                             | 29 marzo 2003    | 28 settembre 1992 |
| 22 | La flotta salpa 「出港」 - Shukkō – "Partenza"                                                                       | 29 marzo 2003    | 30 settembre 1992 |
| 23 | Terra! 「陸地発見」 - Rikuchi hakken – "La scoperta della terra"                                                     | 30 marzo 2003    | 2 ottobre 1992    |
| 24 | Alla ricerca dell'oro 「黄金を求めて」 - Ōgon o motomete – "Alla ricerca dell'oro"                                   | 30 marzo 2003    | 5 ottobre 1992    |
| 25 | Il ritorno di Colombo 「帰国」 - Kikoku – "Ritorno in patria"                                                        | 30 marzo 2003    | 7 ottobre 1992    |
| 26 | L'arrivo della Nina e della Pinta 「エピローグ」 - Epirōgu – "Epilogo"                                               | 30 marzo 2003    | 9 ottobre 1992    |